# Моцний Олександр Юрійович
Олекса́ндр Ю́рійович Мо́цний — старший сержант Збройних сил України, учасник російсько-української війни.
В ході бойових дій зазнав поранення. У мирний час проживає в Гребінківському районі.

## Нагороди
14 листопада 2014 року за особисту мужність і героїзм, виявлені у захисті державного суверенітету та територіальної цілісності України, вірність військовій присязі під час російсько-української війни, відзначений — нагороджений орденом «За мужність» III ступеня.